# 怀化西站
怀化西站，原称怀化南站，是位于中华人民共和国湖南省怀化市鹤城区河西街道的一个铁路车站，邮政编码418000。车站建于1978年，有焦柳铁路、渝怀铁路和怀衡铁路经过该站，现仅办理货运业务，不办理客运业务。2014年11月17日为和沪昆高速铁路怀化南站区别，车站更名为怀化西站，2020年12月迁至现址。车站隶属于广铁集团怀化车务段。

## 旧怀化西站
原焦柳铁路与原湘黔铁路十字交叉，交叉处南侧为老怀化西站，建于1978年。车站北侧临站象鼻子站，并设有联络线连接怀化站、怀化东站和怀化机务段；南侧临站为焦柳铁路鸭嘴岩站。怀化西站为单向混合式二级四场站型，其中到达场到达线9条，东到发场到发线6条，西到发场到发线5条，调车场调车线27条（含编发线7条），办理各方向货运列车的解编作业以及西—南、南—北方向直达列车的技术作业。货运方面，车站办理怀化市和周边地区货品的整车和集装箱业务，主要办理钢铁、矿建、集装箱等货品。站内设有10条专用线。新怀化西站启用后，旧怀化西站于2021年4月拆除。

## 新怀化西站
渝怀铁路梅江-怀化复线工程计划将既有怀化西站搬迁至河西经开区，新怀化西站规模单向二级四场，其中到达场设12条股道，上、下行到发场分别设到发线10条、8条，调车场设调车线32条；在上行出发场外侧新建军用站台1座，设到发线1条。此外车站还设有怀化机务段、怀化西车辆段、怀化西综合性货场等配套设施，同时修建往沪昆铁路K1546和K1550（位于怀化-公坪区间）、怀化南站、渝怀铁路同田湾站、焦柳铁路黄金坳站和鸭嘴岩站的联络线。车站于2017年6月开工，2020年12月26日建成投用。新怀化西站的货场则于2021年1月31日开通，面积733700平方米，内设到发线2条，到发兼机车走行线1条，货物装卸线6条，油品装卸线2条。